# Виллен, Франсуа-Ксавье
Франсуа-Ксавье Виллен (фр. François-Xavier Villain; 31 мая 1950[…], Абвиль — 27 апреля 2025, Камбре) — французский политик. Депутат Национального собрания Франции (2002—2017). Вице-президент правой партии «Подъём Республики» (Debout la République). Мэр города Камбре.

## Биография
Родился 31 мая 1950 года в г. Абвиль (департамент Сомма). Выпускник Парижского института политических исследований. В 22 года начал юридическую практику в городе Камбре.
Виллен рано пришёл в политику — уже в 1977 году он стал членом муниципального совета Камбре. В 1983 году стал вице-мэром. В 1992 году возглавил городскую администрацию, и с тех пор неоднократно переизбирался на эту должность. В 1982 году был избран в Генеральный совет департамента Нор от кантона Камбре-Вест и занимал этот пост до 2002 года. В 1992—1998 годы, когда правые имели большинство в совете, занимал пост вице-президента Генерального совета.
В 2002 году Франсуа-Ксавье Виллен впервые победил на выборах депутата Национального собрания по 18-му избирательному округу департамента Нор. После этого ещё дважды — в 2007 и 2012 годах — переизбирался депутатом Национального собрания.
Умер 27 апреля 2025 года в возрасте 74 лет.

## Занимаемые выборные должности
21.03.1977 — 13.03.1983 — член муниципального совета города Камбре 

14.03.1983 — 17.10.1992 — вице-мэр Камбре 

20.03.1989 — 18.06.1995 — член муниципального совета города Камбре 

22.03.1982 — 17.07.2002 — член Генерального совета департамента Нор 

15.03.1992 — 23.03.1998 — вице-президент Генерального совета депаратамента Нор 

18.10.1992 — 27 апреля 2025 — мэр Камбре 

19.06.2002 — 20.06.2017 — депутат Национального собрания Франции от 18-го избирательного округа департамента Нор